# イツザイS
『イツザイS』は、テレビ東京ほかで放送されていたオーディションバラエティ番組である。製作局のテレビ東京では2009年10月5日から2010年6月27日まで放送。
タイトルの「S」の読み方は、2010年3月29日放送分までは「 - セカンド」だったが、同年4月4日放送分をもって「 - エス」に改められた。

## 概要
『テレ土』→『バラエティ7』枠で放送されていた『イツザイ』を改題リニューアルした深夜番組で、同番組から引き続き濱口優（よゐこ）とTKOが司会を務めていた。当初は濱口とTKOと『イツザイ』の「インディーズ芸人オーディション」に出演していた芸人による企画をメインにしていた。また、『イツザイ』から引き続きデータ放送を実施していたが、これを行っていたのは当初の3か月間だけで、2010年以降は実施していなかった。なお、沢村一樹、マリエはこの番組には出演していない。
当初は月曜深夜の放送だったが、2010年4月からは日曜深夜に放送されていた。番組は同年6月27日放送分をもって終了し、『イツザイ』時代から通算して2年9か月の歴史に幕を下ろした。

## コーナー
目指せ濱口優公演出場! 芸人体力測定オーディション（2009年10月5日、10月12日）
このコーナーは、『イツザイ』最終回収録後に「インディーズ芸人オーディション」に出演していた芸人達が同番組の司会者3人と共に反省会を行った後に実施した。
同年12月に行われるとされていた「濱口優版マッスルミュージカル」への出演を賭け、『イツザイ』の「インディーズ芸人オーディション」に出演していた芸人達が体力測定に挑戦した。50m走、走り高跳び、懸垂、最後に「マッスルミュージカルに大切なのは筋力よりもチームワーク」として6チームに400mリレーとそれぞれを行った。しかし、濱口は「へぼい体力」として全員不合格とし、マッスルミュージカルの企画そのものをボツにすると発表。実況は小島秀公（テレビ東京アナウンサー）が務めた。
口喧嘩アドリブオーディション（2009年10月19日、10月26日）
女芸人口喧嘩アドリブオーディション（2009年12月7日 - 12月28日）
アドリブで口喧嘩を演じ、アドリブに一番強い者を決定。この年12月に行われるとされていた、アドリブ要素を取り入れた舞台公演の出演を賭けた企画とされていた。
インディーズ芸人の中から選抜されたのは、濱口曰く「アドリブ力に優れた」とされたデイエノボル、小峠英二（バイきんぐ）、永野、伊藤しほ乃（魔女っこ）、中川杏奈（W∞アンナ）、アイヴィ、いちご姫、satomi。トーナメント形式で行われ、1回戦は永野×satomi、デイエ×いちご姫、小峠×伊藤、アイヴィ×中川の各カードで行われた。準決勝はアイヴィ×小峠、永野×いちご姫、決勝はアイヴィ×いちご姫で行われた結果、優勝者はアイヴィに決まった。しかし、濱口は最後に「アドリブで舞台やったらえらいことになるので、アドリブ要素を入れるのをやめる」としてこの企画もボツと発表した。なお、エキシビションとしてアイヴィ×TKO木下、デイエ×TKO木本の各対戦も行われた。ラウンドガールは牧野ステテコが務めた。なお、この放送によると、この企画は一試合平均20分かかったということである。
2009年12月7日 - 12月28日には第2弾として、女芸人限定での出場による企画を放送。1回戦は中川杏奈×my2（福田麻衣）、永島さや佳×伊藤しほ乃（魔女っこ対決）、satomi×繁田美貴、美留香×村瀬みちゃこの各カードで行われた。 準決勝は中川×永島、satomi×美留香の各カード、決勝は永島×satomiで行われ、その結果優勝は永島と決まった。なお、1回戦の美留香×村瀬の対戦はジャッジが拮抗し、ジャンケンの結果、美留香の準決勝進出となった。この後、デイエノボルvs女芸人全員というエキシビション対戦も行われた。なお、ここでも牧野ステテコがラウンドガールを務めた。
放送外収入オーディション（2009年11月2日、11月9日）
番組スポンサーであるmu-mo本社において、濱口、TKO、インディーズ芸人がそれぞれ様々な企画をプレゼンテーションした結果、「世界一いらない着ボイス」と「濱口優撮りおろしデジタル写真集」のそれぞれの企画が採用。着ボイスは芸人達がそれぞれの決め台詞などをレコーディングし、携帯の番組公式サイトにおいて配信。一方、デジタル写真集のモデル候補となったのは、W∞アンナ、牧野ステテコ、魔女っこ、美留香、アイヴィ、☆ぴょんぴょん☆、satomi。この中から、携帯の番組公式サイトによるダウンロード数で写真集モデルが決まることとなった。そのダウンロード数の結果に応じて、魔女っこ:10ページ、W∞アンナ:4ページ、☆ぴょんぴょん☆:2ページ、アイヴィ:2ページ、美留香:1ページ、牧野ステテコ&satomi:二人で1ページ、と配分が決まった。なお、この写真集はmu-moで配信が行われている。
私生活オーディション（2009年11月16日、11月23日）
私生活が心配とされた女芸人のうち、美留香、いちご姫、伊藤しほ乃（魔女っこ）のそれぞれの自宅に濱口、TKO、繁田が予告無しで訪問。伊藤宅では、魔女っこの芸を見たことが無いという父親に二人でネタ見せを行った。
大晦日目指せ! ギャグ108連発（2010年1月4日）
東京タワーの隣でロケ収録。2009年12月31日の夜から、年明けとなる2010年1月1日の午前0時まで、メンバーが入れ替わりでギャグを一つずつ披露していくという企画。最後の108個目のギャグはTKO木本が披露し、この時点で午前0時となった。なお「新年一発目のギャグ」も木本が披露した。出演メンバーは濱口、TKOとバイきんぐ、W∞アンナ、魔女っこ、永野、デイエノボル、美留香、satomi、my2、牧野ステテコ。
濱口の弟「よっちゃん」の占いの館（2010年1月11日 - 6月20日）
タロット占い師をしている濱口優の弟・濱口善幸がイツザイSの番組自体やレギュラーメンバーの2010年を占うという企画。スタート以来レギュラーで放送中。2月1日以降は毎週、ゲストの占いを放送するようになった（以下はこのコーナーのゲスト一覧）。4月11日からの『めちゃ2イケてるッ! コラボSP』（後述）ではこのコーナーをメインに放送していた。また、ほぼこのコーナーのみを30分間放送することもあった。
- 2010年2月1日 - ノッチ（デンジャラス）
- 2月8日 - 篠田麻里子（AKB48）
- 2月15日 - 大江麻理子（テレビ東京アナウンサー）
- 2月22日 - 有吉弘行
- 3月1日 - 狩野英孝
- 3月8日 - 大橋未歩（テレビ東京アナウンサー）
- 3月15日 - 3娘1
- 3月22日 - 小島よしお
- 4月4日 - 北野誠
- 4月11日 - 岡村隆史
- 4月18日 - 矢部浩之
- 4月25日 - 光浦靖子
- 5月2日 - 岩佐真悠子
- 5月9日 - 加藤浩次
- 5月16日 - フルーツポンチ
- 5月23日 - 山田優
- 5月30日 - 中島知子（オセロ）、名倉潤（ネプチューン）、河本準一（次長課長）
- 6月6日 - YOU、Wコロン
- 6月13日 - あびる優
- 6月20日 - 山本梓、熊田曜子

イツザイハイスクール
2009年11月23日から放送。お笑い芸人を目指す現役高校生が出演し、ネタ見せをする。他、芸人志望者以外でもテレビに出たい高校生が出演。濱口、TKOと週替わりの女性MC（おかもとまり、W∞アンナら）は全員高校の制服姿で出演した。
マイコーりょうセレクション
『イツザイ』で放送された映像の中からマイコーりょうのネタを選んで放送。2009年11月23日放送では、マイコー自ら出演するプロモーションビデオが放送された。2009年12月からはマイコーの新ネタも放送されている。
インディーズ芸人オーディション
『イツザイ』から継続の企画ながら、スタジオではない一室で、1人ずつ濱口の前でネタ見せ、面接という形式に変更した。その結果次第では現在出演しているインディーズ芸人と入れ替わる可能性があるとしていたが、この中からおかもとまりがレギュラー入り第1号となった（2009年12月7日放送から加入）。このコーナーは「イツザイハイスクール」が始まった2009年11月23日から一時休止していたが、2009年12月28日、2010年1月4日に2回のみ再開。4月4日放送からは「目指せ!第2回濱口プロデュース公演 劇団員公開オーディション」の企画と共に再開、この時から『イツザイ』で使われていた「お宝」「ガラクタ」のそれぞれの札が再び使われるようになった。
出演芸人は以下の通り。
- 2009年10月5日 - おかもとまり、シマシマ
- 10月12日 - 白龍、小杉まりも
- 10月19日 - ミヤ（元マッチポンプ・山田直人の新コンビ）
- 10月26日 - 三等分、オキャディー
- 11月2日 - オキャディー
- 11月9日 - 桑原康範、ガリベンズ
- 11月16日 - マウスキッズ、エレファントジョン
- 12月28日 - おねだり豊、マギー直樹
- 2010年1月4日 - 名古屋テバサキ
- 4月4日 - アイヴィ、マイコーりょう（再開1回目は、すでにレギュラーのインディーズ芸人がネタ見せ）
- 4月25日 - おねだり豊（ギャグ&ピース）、おーばんず（チェックウーマン） ※この日のみ、出演芸人にキャッチコピーが付いていた。
- 5月9日 - 名古屋テバサキ
- 6月13日 - いけだてつや、マリア、チキチキジョニー
- 6月20日 - フジタ、マッサジル

アイドル「3娘1」再生プロジェクト（2010年2月1日 - 2010年5月31日）
「3娘1」（みこいち）とは葵マリカ、丸高愛実、本山香苗による3人組のアイドルグループで、エイベックスからデビューが予定されていた。しかし、デビュー曲として用意されていた「スキスキスー」（細川ふみえの同名曲のリメイク）のプレゼンテーションが失敗。エイベックスから不興を買ってしまい、デビューや曲のリリースなどの全てが白紙にされていたところを『イツザイS』がこの3娘1を引き受け、その活動を番組で紹介していくことになった（番組中では「不良債権アイドル」とも言われていた）。
- 2010年2月23日 - ☆ぴょんぴょん☆が作詞・作曲して持って来たインディーズデビュー候補曲を披露。
- 3月2日 - 3娘1メンバーが水着姿になってのCDジャケット写真撮影を濱口が手掛ける様子を放送。
- ☆ぴょんぴょん☆作詞・作曲によるデビュー曲「どっかんVIVA☆ラヴ」が発表されたが、本山の芸能界引退により「3娘1」の解散が決定。デビュー曲がラスト曲となった。2010年5月23日の川崎市・ラ チッタデッラでのイベントが3人のラストステージとなった（司会はデイエノボルが務めた）。イツザイSでの出演も、5月31日の放送が最後となった（皮肉にもその1か月後に番組が終了した）。

濱口劇団 初公演
放送初期に濱口が「インディーズ芸人みんなで舞台公演をやる」と言っていたが、2010年3月15日の松竹芸能主催の『BIG MOUNTAINライブ』（東京・新宿 シアターモリエール）でインディーズ芸人総出演の舞台公演が行われることが2010年2月8日深夜の放送で発表された。この日発表された配役は以下の通り。
- 主人公 - アイヴィ
- 主人公の友達 - 福田麻衣、中川杏奈
- 坂本龍馬 - マイコーりょう
- キャッツ・アイ - satomi、魔女っこ
- ヘリコプターの操縦士 - ベルセルク三好
- 海賊 - バイきんぐ
- シンデレラ - 牧野ステテコ
- シンデレラの家来 - バイきんぐ
- モノマネする人 - 美留香
- モナリザ - おかもとまり
- タイタニック - 永野
- テーマ曲（歌） - ☆ぴょんぴょん☆、村瀬みちゃこ
- 舞台スタッフ - デイエノボル、川村あんな

なお、3月15日の放送では、タイトルが『おとぎの国のアイヴィ』、バイきんぐはさらに宝石商人と刑事役とテーマ曲の歌のバックでヲタ芸を踊る役（ヲタ芸はベルセルク、永野と一緒に担当）、デイエがネタ披露、川村が宝石を持つ役のそれぞれの配役の追加が発表された。この公演は3月29日に放送され、公演終了後に濱口から「公演2回目をやる」と告げられたが、同時に新劇団員を募集するとも発表した。4月4日放送からは、「目指せ!第2回濱口プロデュース公演 劇団員公開オーディション」として「インディーズ芸人オーディション」が再び行われている。

## イツザイだらけの春祭当て逃げのスペシャル!!
本番組と『めちゃ2イケてるッ!』（フジテレビ）とのコラボレーション企画で、2010年4月10日に『めちゃイケ』の方で「イツザイだらけの春祭当て逃げのスペシャル!!」が放送、この翌日4月11日深夜から一週を除き5月9日深夜まで、本番組でもナインティナイン、加藤浩次、有野晋哉、オアシズ、雛形あきこ、武田真治も出演しての「コラボSP」の企画が放送された。この企画の詳細については、濱口だましシリーズ#イツザイだらけの春祭当て逃げのスペシャル!!を参照。

## 出演者

### メインMC
- 濱口優（よゐこ）
- 木下隆行、木本武宏（TKO）
- 繁田美貴（テレビ東京アナウンサー） - ナレーション兼任。

### インディーズ芸人
- バイきんぐ
- デイエノボル
- キャラメルマシーン
- W∞アンナ
- 牧野ステテコ
- 美留香
- 福田麻衣
- satomi
- マナティ
- よしはら久恵
- いちご姫
- ☆ぴょんぴょん☆
- 村瀬みちゃこ
- 魔女っこ
- アイヴィ
- かつまたじゅんいち
- 永野
- マイコーりょう
- いでけんじ
- ベルセルク三好
- おかもとまり（2009年12月7日 - ）

### その他
- 濱口善幸（2010年1月11日 - 2010年6月20日）
- 3娘1（葵マリカ、丸高愛実、本山香苗、2010年2月1日 - 2010年5月31日）

## 放送局
| 放送対象地域 | 放送局      | 系列           | 放送日時 | 備考                   |
| ------------ | ----------- | -------------- | --- | ---------------------- |
| 関東広域圏   | テレビ東京  | テレビ東京系列 | 月曜 25時00分 - 25時30分（2009年10月5日 - 2010年3月29日） 日曜 24時35分 - 25時05分（2010年4月4日 - 2010年6月27日） | 製作局                 |
| 愛知県       | テレビ愛知  | テレビ東京系列 | 木曜 25時58分 - 26時28分（2009年10月15日 - 2010年4月1日）                                                          | 10日遅れ、途中打ち切り |
| 岩手県       | IBC岩手放送 | TBS系列        | 木曜 24時20分 - 24時50分（2009年11月5日 - 2010年8月5日）                                                           | 31日遅れ → 39日遅れ    |

## 備考
- 濱口善幸は、この番組への出演をきっかけにタレント活動を開始した。所属事務所は兄の優と同じく松竹芸能である。

## 主なスタッフ
- 構成：酒井健作、安部裕之
- ディレクター：板垣忠彦、久野和洋、坂本健一郎
- 演出：長尾真
- プロデューサー：井関勇人、小西寛
- 制作協力：松竹芸能、K-max
- 制作著作：テレビ東京